# Theridion bolum
Theridion bolum är en spindelart som beskrevs av Claude Lévi 1963. Theridion bolum ingår i släktet Theridion och familjen klotspindlar. Inga underarter finns listade i Catalogue of Life.